# Lotte Labowsky
Lotte Labowsky (* 23. April 1905 in Hamburg; † 28. Juli 1991  in Oxford) war eine deutsch-jüdische Philosophin und Altphilologin. 1934 emigrierte sie mit der Hamburger Kulturwissenschaftlichen Bibliothek Warburg nach London, wo sie an der philosophischen Publikationsreihe des Warburg Institutes mitarbeitete.

## Leben
Lotte Labowsky entstammte dem jüdischen Teil des Hamburger Großbürgertums. Ihr Vater Norbert Labowsky (1876–1942) war Rechtsanwalt und gehörte bis 1933 dem Aufsichtsrat der Karstadt AG an. Lotte war die älteste von drei Schwestern. Sie besuchte zunächst Privatschulen und legte 1924 das Abitur am humanistischen Wilhelm-Gymnasium in Hamburg ab. Zunächst studierte sie drei Semester Jura in Freiburg, wechselte dann zur Klassischen Philologie in München und Heidelberg, wo sie, unterbrochen durch einen Studienaufenthalt an der Pariser Sorbonne, am 8. Dezember 1932 mit Summa cum laude bei Otto Regenbogen in Altphilologie über die Ethik des Panaitios promovierte.
Nach Abschluss ihrer Promotion arbeitete sie als unbezahlte wissenschaftliche Mitarbeiterin an der Kulturwissenschaftlichen Bibliothek Warburg (K.B.W.). Ein einschneidendes Ereignis in ihrem Leben war die von den Nationalsozialisten erzwungene Emigration nach Großbritannien im Jahr 1934. Der Kulturwissenschaftlichen Bibliothek Warburg war es mit Hilfe des amerikanischen Zweiges der Warburg-Familie und aufgrund der Kontakte zum Academic Assistance Council (später: Society for the Protection of Science and Learning (SPSL)) gelungen, die etwa 60.000 Bände umfassende Bibliothek im Dezember 1933 von Hamburg nach London zu überführen und dort ein Pendant zur Hamburger Kulturwissenschaftlichen Bibliothek Warburg zu gründen, das Warburg Institute, welches 1943 der Universität London eingegliedert wurde.
Lotte Labowsky hielt sich in London mit befristeten und themengebundenen Stipendien über Wasser. Da sie mit einem Studentenvisum eingereist war, durfte sie in England nicht arbeiten und absolvierte deshalb ein zweites Studium der Gräzistik und Paläographie an der Universität Oxford. Im Oktober 1936, als unter Leitung des General Editor Raymond Klibansky mit der Edition des „Corpus Platonicum Medii Aeviam Warburg Institute“, einer möglichst vollständigen Erfassung der lateinischen Plato-Rezeption im Mittelalter, begonnen und sie zu Klibanskys Assistentin ernannt wurde, erhielt sie eine begrenzte Aufenthaltserlaubnis. Da weder das symbolische Gehalt noch die zusätzliche Unterstützung des Academic Assistance Council ihren Lebensunterhalt sicherte, nahm sie 1939 ein Stipendium des Somerville College in Oxford an. Erst im Herbst 1943 verbesserte sich ihre finanzielle Situation durch die Anstellung als Bibliothekarin im Somerville College, wobei sie parallel weiterhin am Editionsprojekt des Warburg Institute arbeitete. Das Pendeln zwischen den Arbeitswelten in Oxford und London praktizierte sie fast bis zu ihrem Lebensende. 1946 wurde Labowsky britische Staatsbürgerin und 1956 erhielt sie den akademischen Titel eines Master of Arts (Oxoniensis).
Als Klibansky 1947 einen Ruf nach Montreal annahm, blieb er weiterhin General Editor des Editionsprojektes. De facto übernahm Labowsky einen Großteil seiner Aufgaben, auch die wissenschaftlichen, und fungierte als Bindeglied zwischen dem Herausgeber, der stets im Rampenlicht stand, und dem Warburg Institute. Bis ins hohe Alter arbeiteten beide intensiv an den genannten Forschungen und genossen während ihrer Rentenzeit ausgiebige Forschungsreisen in europäische Bibliotheken – wenn auch nicht gemeinsam.
Im März 1961 erhielt sie eine Verlängerung ihres Stipendiums am Somerville College. Immer blieb sie mit dem Warburg Institute in Verbindung, und das gilt vor allem für die Arbeit am Corpus Platonicum, dessen Hauptlast sie trug, da Klibansky meist in Kanada lebte. In den Bänden I (Meno, 1940) und III (Platonis Parmenides nec non Procli Commentarium in Parmenidem, 1953) ist sie als Mitherausgeberin genannt. Mehrfach reiste sie nach Kanada, um die Arbeit mit Klibansky abzustimmen. Erst mit ihrer definitiven Übersiedelung ins Somerville College kam sie wieder zu eigenständigerer Arbeit. Mehrfach reiste sie nach Italien, insbesondere nach Venedig, um die Bibliothek des Kardinals Bessarion zu rekonstruieren.
Die Wissenschaftlerin verstarb am 28. Juli 1991 in einem Altenheim in Oxford. Kurz vor ihrem Tod hat sie Rainer Nicolaysen, der heutige Leiter der Hamburger Arbeitsstelle für Universitätsgeschichte, besucht und befragt.
Die Auffindung ihres „Nachlasses“ im Marbacher Nachlass Raymond Klibanskys ermöglicht neue Einblicke in das Leben der ebenso produktiven wie engagierten Wissenschaftlerin. Über 550 Briefe Labowskys an Klibansky, geschrieben zwischen 1927 und 1991, zeugen von intensiver Arbeitsgemeinschaft und Freundschaft eines transnationalen Gelehrtenpaars im 20. Jahrhundert.

## Veröffentlichungen
- Die Ethik des Panaitios. Untersuchungen zur Geschichte des Decorum in Cicero und Horaz, Leipzig 1934 (Dissertation)
- Rezension zu Karl Heinrich Becker: Das Erbe der Antike im Orient und Okzident, Leipzig 1931
- Rezension zu Sigmund Zempicki: Pindar im literarischen Urteil des 17. und 18. Jahrhunderts
- Bessarion's Library and the Biblioteca Marciana. 1979

## Mitarbeit
- Corpus Platonicum Medii Aevii. Auspiciis Academiae Britannicae edidit Raymundus Klibansky, Warburg Institute, London 1940–1962
- Mediaeval and Renaissance Studies. Edited by Raymond Klibansky and R. W. Hunt, Warburg Institute, London 1941–1968
- Kulturwissenschaftliche Bibliographie zum Nachleben der Antike, Band 1 London 1934 und Band 2, London 1938